# Malamente
«Malamente» (estilizado en mayúsculas, originalmente «Malamente - Cap.1: Augurio)», es una canción grabada e interpretada por la cantante y compositora española Rosalía. El tema fue lanzado el 30 de mayo de 2018 a través del sello discográfico Sony Music como el sencillo principal del segundo álbum de estudio de la cantante, titulado El mal querer (2018).

## Antecedentes
A finales de abril de 2018, Rosalía publicó un breve vídeo-documental a sus redes sociales donde hablaba de su nuevo trabajo discográfico. Ella dijo: "Todo lo que tengo lo estoy dejando aquí; estoy en números rojos, estoy arriesgando mucho. Este proyecto es lo que siempre he querido hacer, llevo mucho tiempo pensando en hacer un disco como el que voy a lanzar. La inspiración flamenca sigue allí pero, a su misma vez, es otra cosa"
Tres días tras el lanzamiento internacional del tema «Brillo», compuesto por la misma cantante y en colaboración con el cantante de reguetón colombiano J Balvin, Rosalía anunció en sus redes sociales que lanzaría un nuevo sencillo en los próximos días. Finalmente, el 29 de mayo reveló la fecha de lanzamiento la canción, así como su título.

## Recepción

### Crítica
Tras el lanzamiento de la canción, esta tuvo una repercusión internacional gracias a su intensa promoción y su novedoso sonido. Personalidades como Kourtney Kardashian o Dua Lipa mostraron su satisfacción con el nuevo tema de Rosalía, compartiéndolo en sus respectivas redes sociales. La revista estadounidense Pitchfork llamó a la voz de la cantante "un suave terciopelo líquido y añadió que la canción consume al oyente con tambores y sintetizadores suaves que te arrastran a su mundo por completo". The Guardian dijo: "Rosalia es la cosa más excitante que le va a pasar a la música este 2018". El tema fue nominado en cinco categorías al Grammy Latino en 2018, de las cuales ganó dos a "mejor fusión/interpretación urbana" y "mejor canción alternativa". Los premios se celebraron el 15 de noviembre en Las Vegas.

### Comercial
El vídeo musical de «Malamente», producido por la empresa dedicada a la cultura audiovisual en Canadá, fue reproducido más de un millón de veces dos días después de su lanzamiento y acumulaba dos millones de visualizaciones para el 3 de junio de 2018 en YouTube, así como un millón de streams en Spotify. «Malamente» fue certificado disco de oro en España en la primera semana de julio, así como disco de platino en agosto de 2018. Finalmente, en octubre de ese mismo año fue certificado doble platino. Muchos medios compararon la canción con «Macarena», compuesta por Los del Río en 1993.

## Vídeo musical
El vídeo musical para la canción fue lanzado simultáneamente junto al sencillo en plataformas digitales. Este fue dirigido y producido por la empresa Canada, con quienes Rosalía ya había trabajado para los vídeos de "De Plata" y "Aunque Es De Noche". El vídeo fue nominado a tres premios UK Video Music Awards de los cuales ganó en dos de tres categorías: 'mejor video pop' y 'mejor dirección'.

## Presentaciones en vivo

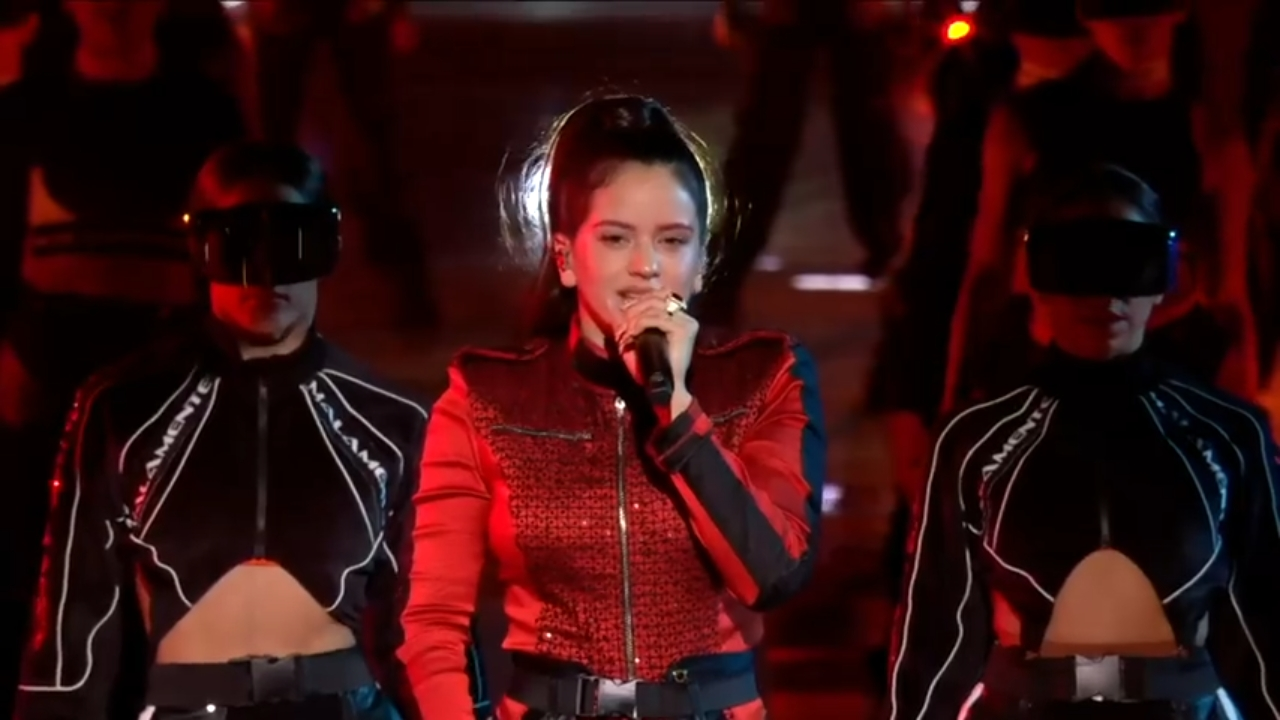
Rosalía en los MTV Europe Music Adwards, 2018.

«Malamente» fue interpretado por primera en el Festival Sónar 2018 celebrado en la Fira de Montjuïc el 15 de junio de dicho año. Semanas después, Rosalía volvió a presentar el tema en el Festival Cultura Inquieta celebrado en la ciudad de Getafe. A finales de julio, «Malamente» fue presentado en vivo en la plaza de Quintana de Santiago de Compostela. Rosalía formó parte del cartel del Starlite Festival de Marbella, donde se presentó el 24 de agosto. El 5 de septiembre, la cantante tocó la canción en el Hollywood Bowl de Los Ángeles como parte del setlist que presentó cuando fue la telonera del colombiano Juanes. Una semana después, Rosalía presentó la canción por primera vez en Miami para celebrar sus cinco nominaciones a los Grammy Latinos. A finales de septiembre, Rosalía se presentó en el Bienal de Flamenco de Sevilla, donde cantó el tema. El 16 de octubre, la cantante acudió al programa Later... with Jools Holland de la BBC, donde interpretó «Malamente» y «Pienso en tu mirá». Un día después, la cantante ofreció un concierto en el Village Underground de Londres, donde volvió a interpretar la canción por segunda vez en el Reino Unido. El 4 de noviembre, Rosalía interpretó el tema en la gala de los MTV Europe Music Awards 2018, celebrados en Bilbao.

## Posicionamiento en listas
| Lista (2018–19)                             | Mejor posición |
| ------------------------------------------- | -------------- |
| Bélgica (Flandes) (Ultratip Bubbling Under) | 3              |
| Bélgica (Valonia) (Ultratip Bubbling Under) | 26             |
| Ecuador (National-Report)                   | 21             |
| España (PROMUSICAE)                         | 2              |
| España (Los 40)                             | 14             |
| Venezuela (National-Report)                 | 97             |

## Certificaciones
| País           | Organismo certificador | Certificación | Ventas certificadas | Ref.   |
| -------------- | ---------------------- | ------------- | ------------------- | ------ |
| España         | PROMUSICAE             | 4× Platino    | 160,000             | [ 5 ]  |
| Estados Unidos | RIAA                   | Oro           | 500,000             | [ 21 ] |
| México         | AMPROFON               | Oro           | 30,000              | [ 22 ] |

## Premios y nominaciones
| Año  | Gala de premios       | Trabajo     | Categoría                 | Resultado |
| ---- | --------------------- | ----------- | ------------------------- | --------- |
| 2018 | UK Music Video Awards | «Malamente» | Mejor vídeo pop           | Ganador   |
| 2018 | UK Music Video Awards | «Malamente» | Mejor dirección           | Ganador   |
| 2018 | UK Music Video Awards | «Malamente» | Mejor vestuario           | Nominado  |
| 2018 | Grammy Latinos        | «Malamente» | Canción del año           | Nominado  |
| 2018 | Grammy Latinos        | «Malamente» | Grabación del año         | Nominado  |
| 2018 | Grammy Latinos        | «Malamente» | Mejor videoclip           | Nominado  |
| 2018 | Grammy Latinos        | «Malamente» | Mejor fusión urbana       | Ganador   |
| 2018 | Grammy Latinos        | «Malamente» | Mejor canción alternativa | Ganador   |

## Otras versiones
En 2019 la canción fue versionada por Barei, en el programa La mejor canción jamás cantada trasmitido por La 1.

## Historial de lanzamiento
| Países | Fecha              | Formato                      | Discográfica | Ref. |
| ------ | ------------------ | ---------------------------- | ------------ | ---- |
| Varios | 30 de mayo de 2018 | Descarga digital · Streaming | Sony Music   |      |
| España | 3 de junio de 2018 | Contemporary hit radio       | Sony Music   |      |